# ديفيد تايلور (لاعب سنوكر)
ديفيد تايلور (بالإنجليزية: David Taylor)‏ هو لاعب سنوكر بريطاني، ولد في 29 يوليو 1943 في Bowdon, Greater Manchester ‏ في المملكة المتحدة.

## روابط خارجية
- ديفيد تايلور على موقع CueTracker.net (الإنجليزية)